# 루스탐 왕국
루스탐 왕국은 마그레브 중부 지역에 150년가량 존재했던 이바디파 카와르지 이맘 주도의 신권 정치 왕국이다. 수도는 티아레였으며 이후 이스마일파 파티마 왕조에 의해 파괴되었다. 당시 이들의 세력은 현재의 중부 알제리 지역, 리비아, 모로코, 그리고 모리타니까지 미쳤다.